# میلیتلو روزمارینو
میلیتلو روزمارینو (به ایتالیایی: Militello Rosmarino) یک کومونه در ایتالیا است که در استان مسینا واقع شده‌است.

## خصوصیات
میلیتلو روزمارینو ۲۹٫۷ کیلومتر مربع مساحت و ۱٬۴۰۲ نفر جمعیت دارد و ۴۵۰ متر بالاتر از سطح دریا واقع شده‌است.

## شهرهای خواهرخوانده
میلیتلو روزمارینو خواهرخواندهٔ این شهرها است:
- گروملو دل مونته، ایتالیا
- گروته، ایتالیا